# Station Tomaszów Bolesławiecki
Station Tomaszów Bolesławiecki is een spoorwegstation in de Poolse plaats Tomaszów Bolesławiecki.